# Campo (Venezia)

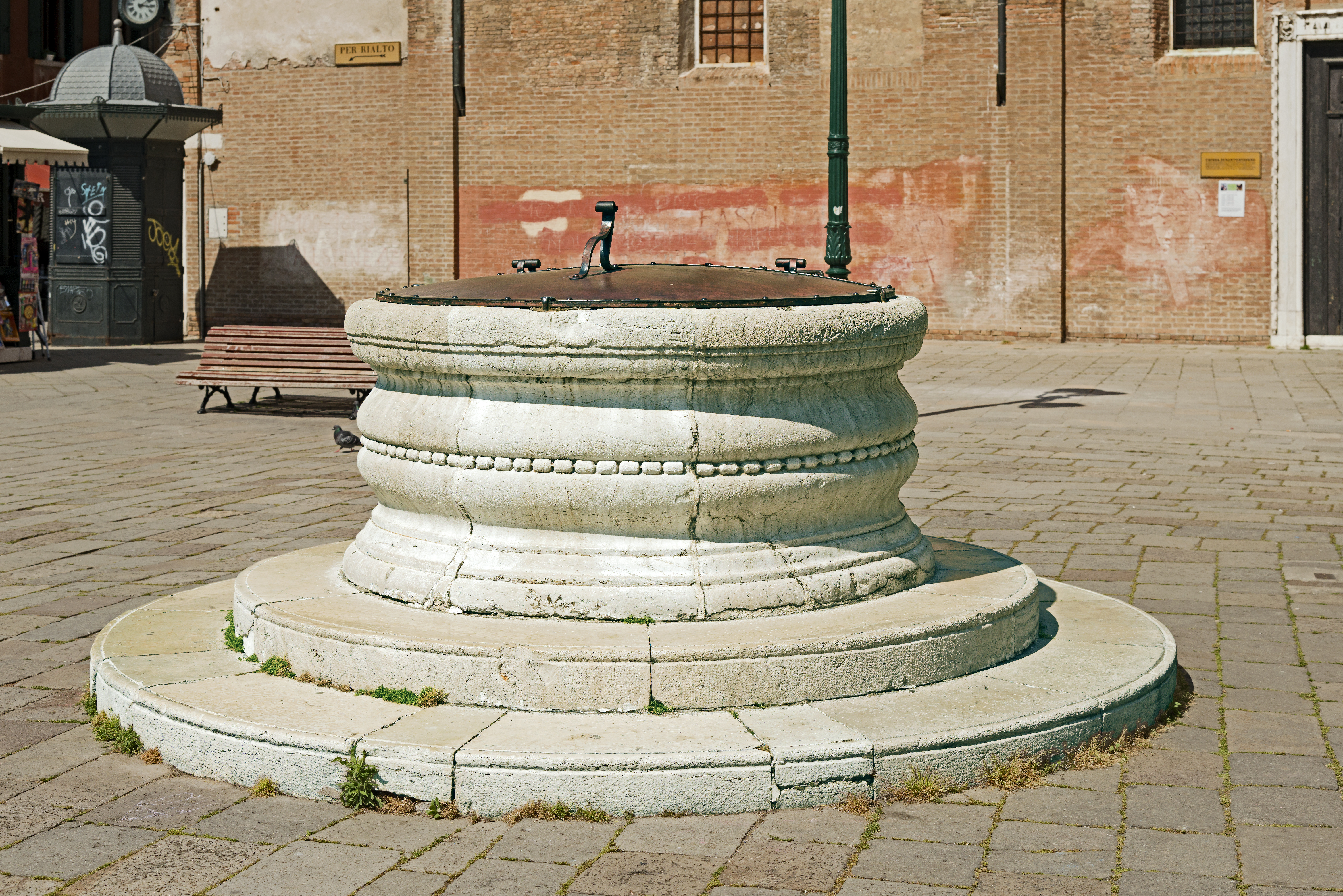
Campo Santo Stefano con vera da pozzo

Il campo nell'urbanistica veneziana indica uno spazio aperto attorniato da edifici. Nella tradizione medioevale, il termine campo era diffuso in tutta Italia, ma ne rimangono oggi solo pochi esempi (Campo de' Fiori a Roma, Piazza del Campo a Siena) mentre quasi ovunque è stato sostituito dalla parola piazza. Ad oggi a Venezia risultano 102 campi e 134 campielli.

## Significato urbanistico del campo
A Venezia l'unica piazza denominata come tale è Piazza San Marco: tutti gli altri spazi aperti sono chiamati campi, oppure campielli o corti quando ci si riferisce agli spiazzi più piccoli circondati da case. Il nome deriva dal fatto che nei tempi più antichi tali spazi erano dei veri e propri prati per ricavare pascolo o coltivati a orto oppure, in alcuni casi, anche utilizzati come cimiteri (come per esempio l'attuale Campo Sant'Angelo).
In seguito i campi vennero pavimentati, dapprima in cotto, con mattoni disposti a spina di pesce o a campiture delimitate da riquadri realizzati in pietra d'Istria; successivamente le pavimentazioni in cotto vennero via via quasi dappertutto sostituite con i cosiddetti masegni, blocchi di trachite di forma rettangolare in superficie, ma trapezoidali al disotto per ancorarsi profondamente nel terreno.

## Significato sociale del campo
Venezia, nata come città policentrica da un gruppo di isole a sé stanti, vedeva svolgersi intorno al campo la vita sociale, commerciale e religiosa. Sul campo gravitavano le numerose attività quotidiane: il mercato, le botteghe di artigiani, la chiesa con le funzioni religiose e il suo cimitero, i giochi dei bambini e il rifornimento d'acqua. I campi e molti campielli possiedono infatti, il più delle volte al centro, uno o più pozzi con la caratteristica vera, che in passato erano la principale fonte di approvvigionamento idrico della città, attraverso il filtraggio dell'acqua piovana.
I campi più grandi, per la loro estensione, diventavano talvolta luogo di manifestazioni all'aperto, come cerimonie religiose, combattimenti con tori, spettacoli circensi, processioni, tornei, discorsi di grandi predicatori. La progressiva centralizzazione dei servizi cittadini cominciò a indebolire la funzione del campo come centro di aggregazione, finché le cerimonie sacre e gli altri eventi spettacolari che per secoli si erano tenute nei campi non caddero in disuso o vennero talvolta proibiti. A decretare la fine della funzione comunitaria del campo fu forse l'arrivo a Venezia, nel giugno 1884, dell'acquedotto e la conseguente chiusura definitiva dei pozzi.

## Origine dei nomi dei campi
Moltissimi campi veneziani traggono il nome dalle chiese o dai palazzi nobili che su di essi si affacciano (o affacciavano), altri invece prendono il nome da attività un tempo praticatevi (es. il Campo della Lana a Santa Croce) o, in tempi più recenti, da personaggi storici (es. il Campo Manin o il Campo Bandiera e Moro).
Tra i campi principali per dimensioni o importanza storica o urbanistica vi sono:
 Sestiere di Cannaregio 

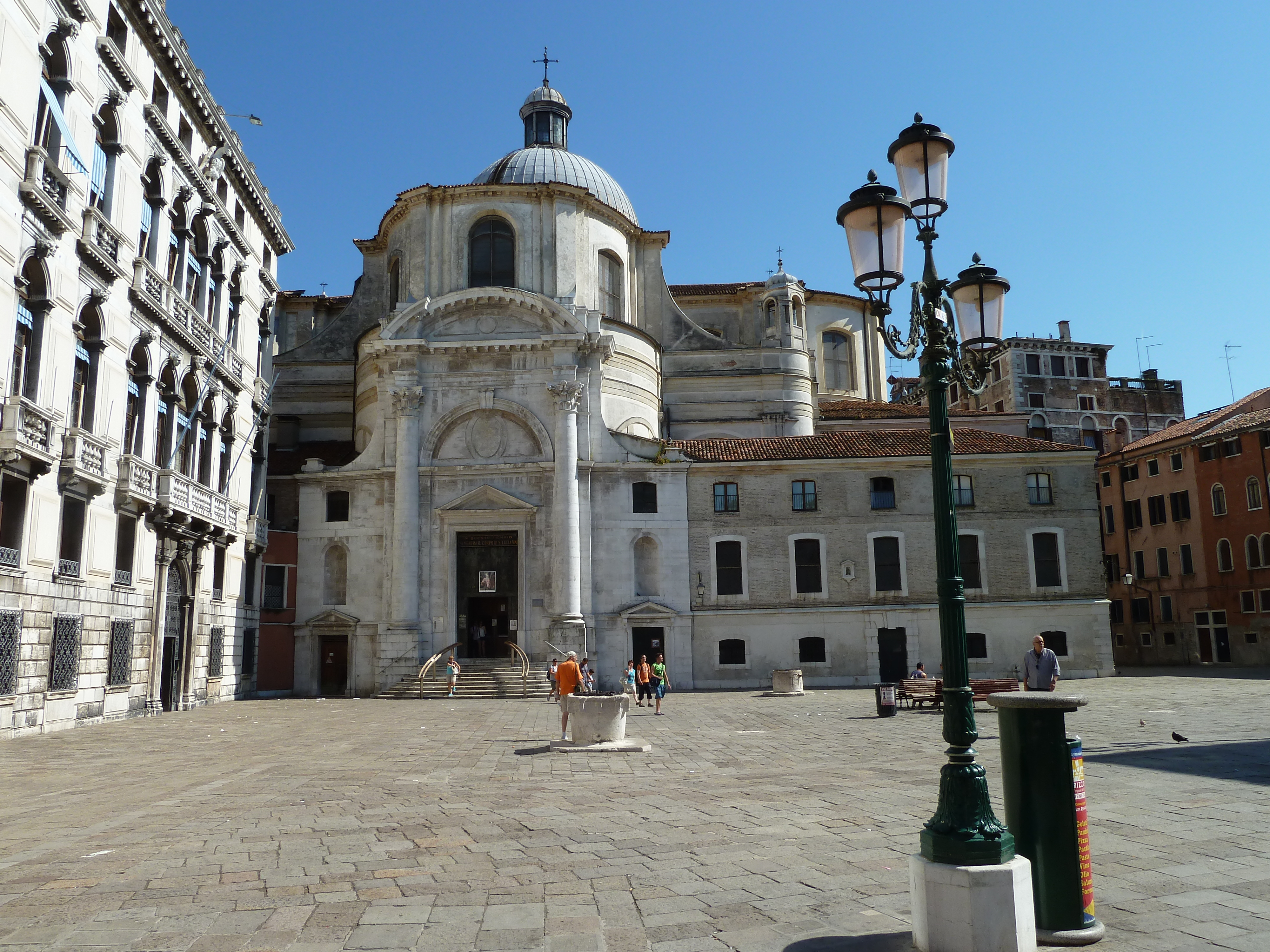
Campo San Geremia
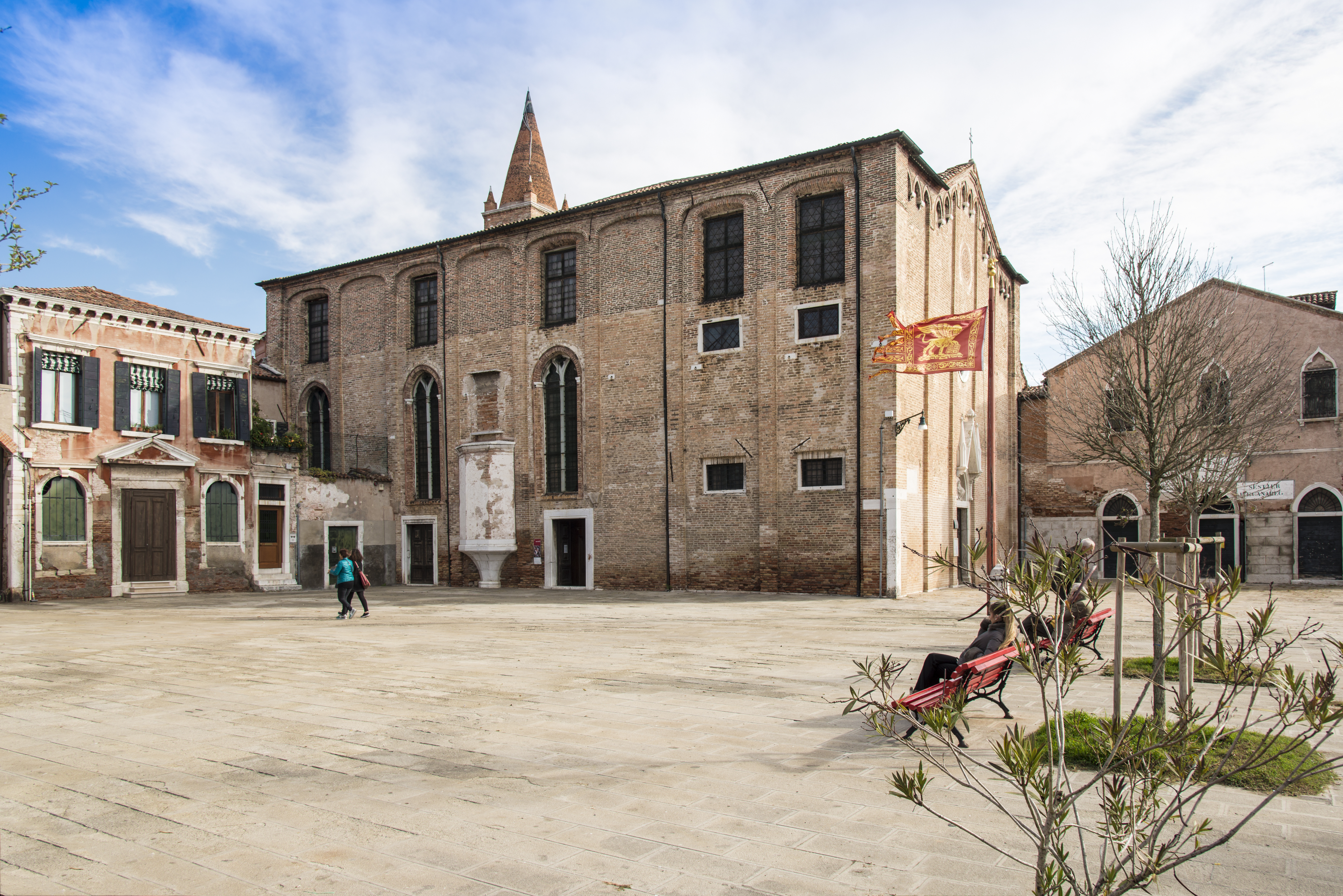
Campo Sant'Alvise
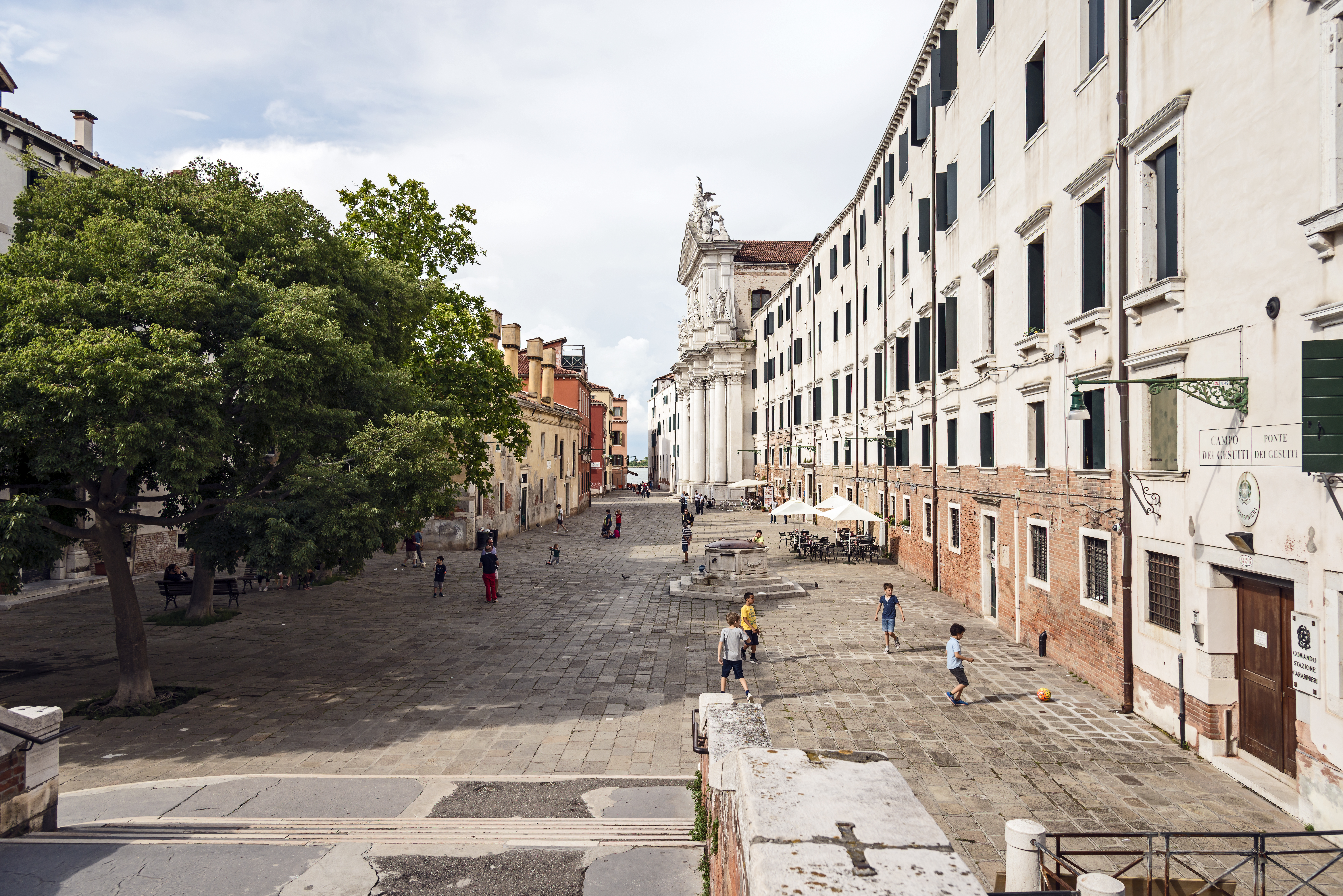
Campo dei Gesuiti
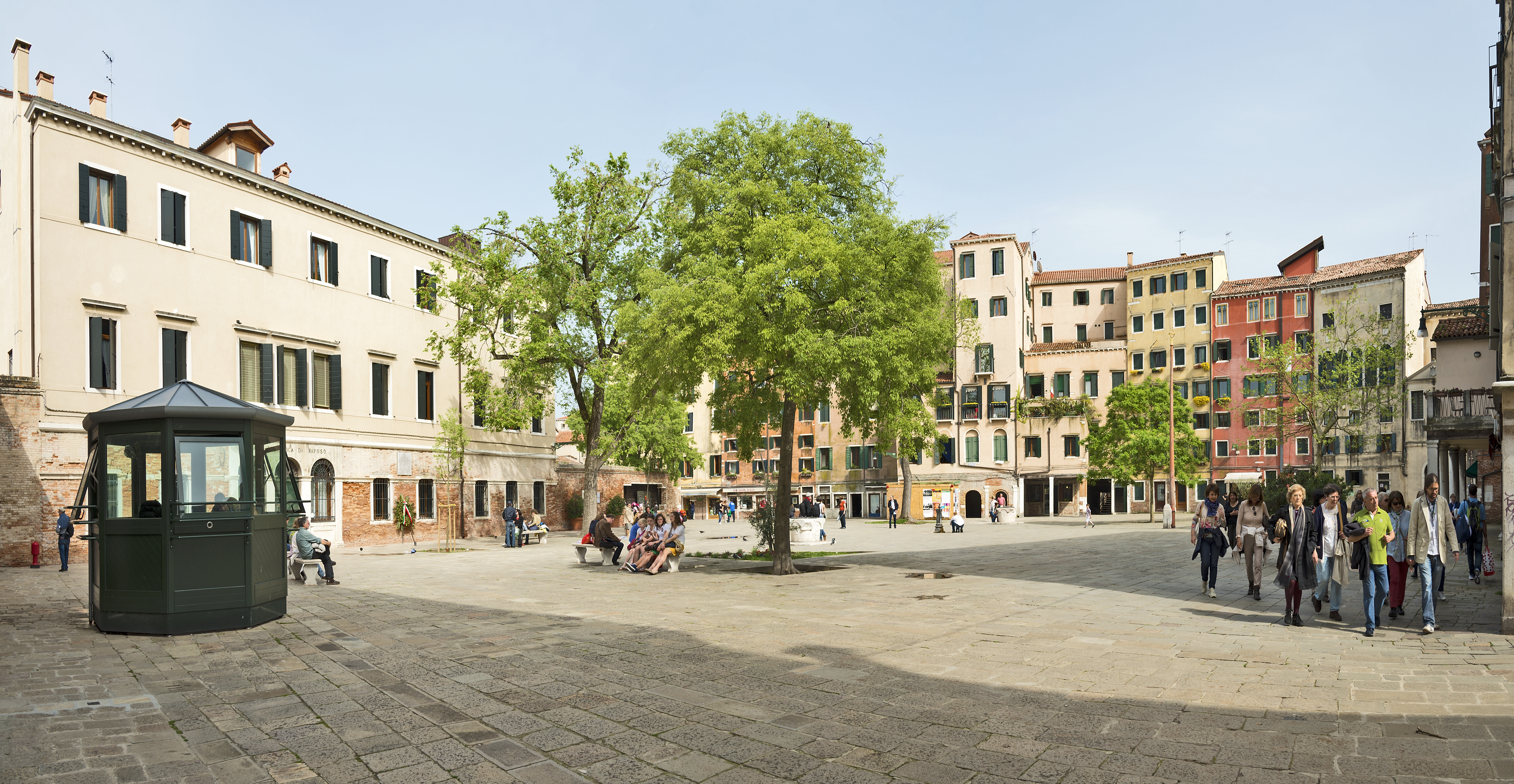
Campo del Ghetto Novo

- Campo San Geremia
- Campo Sant'Alvise
- Campo dei Gesuiti
- Campo del Ghetto Novo

 Sestiere di Castello 
- Campo San Zaccaria
- Campo Santi Giovanni e Paolo
- Campo Bandiera e Moro
- Campo San Francesco
- Campo San Pietro di Castello

Campo Santa Marina
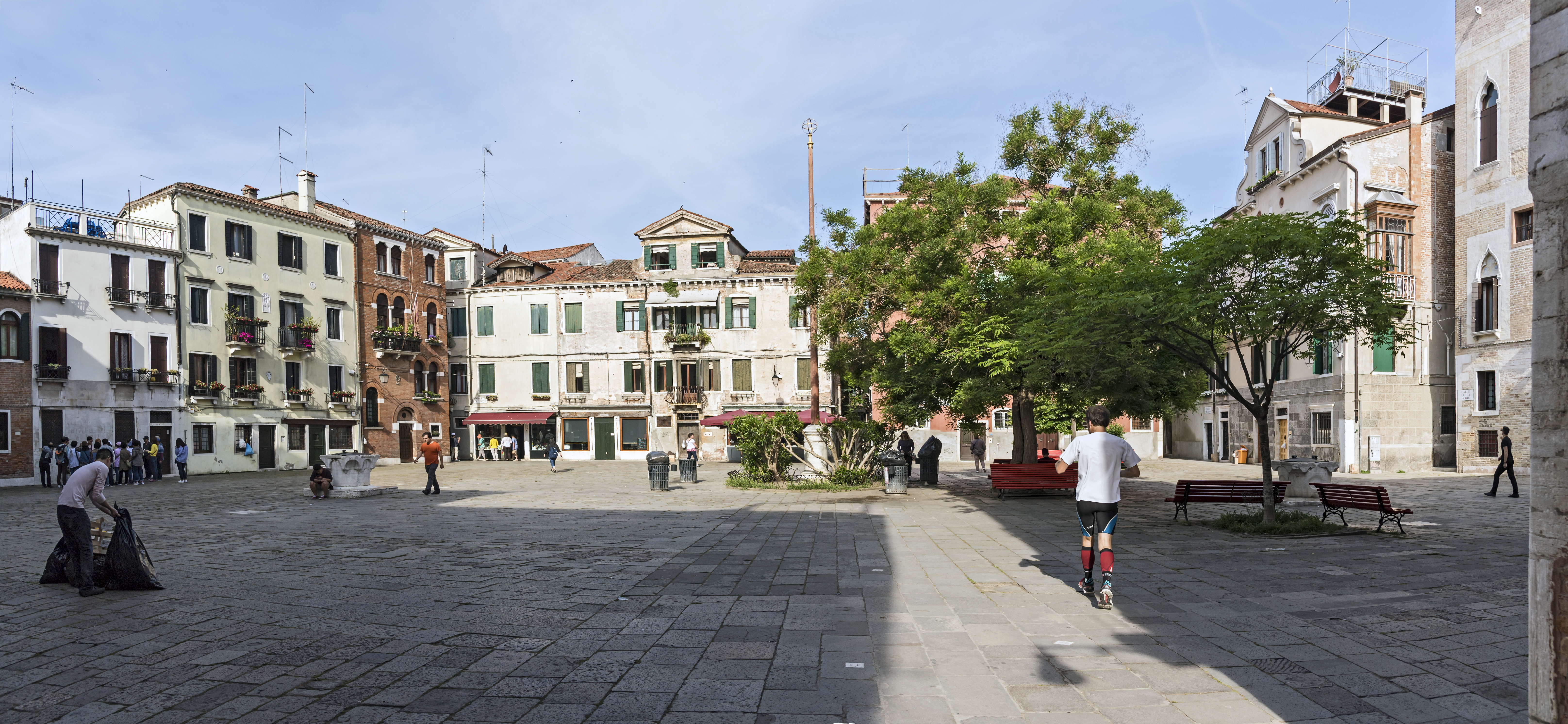
Campo Bandiera e Moro
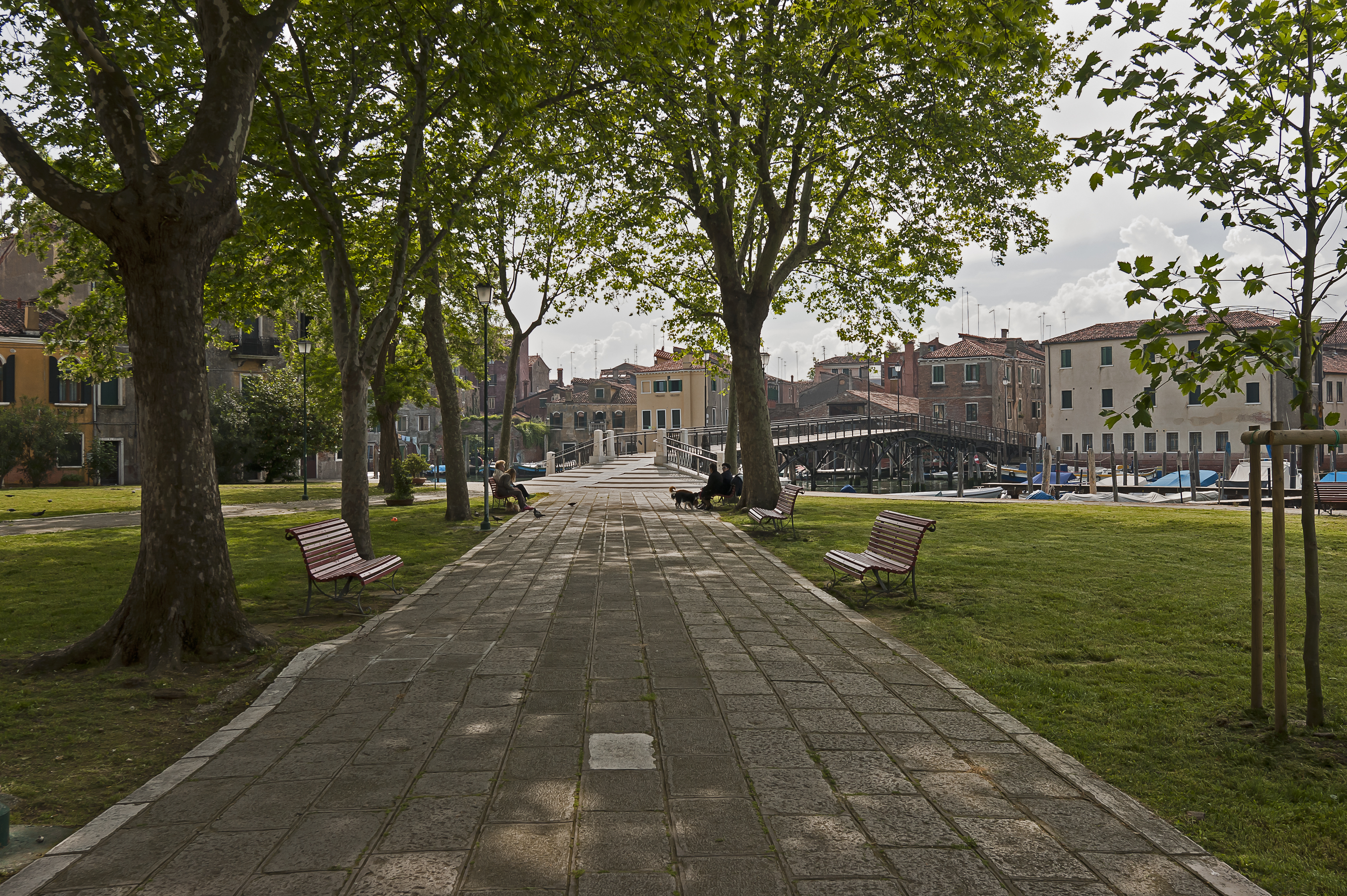
Campo San Pietro di Castello
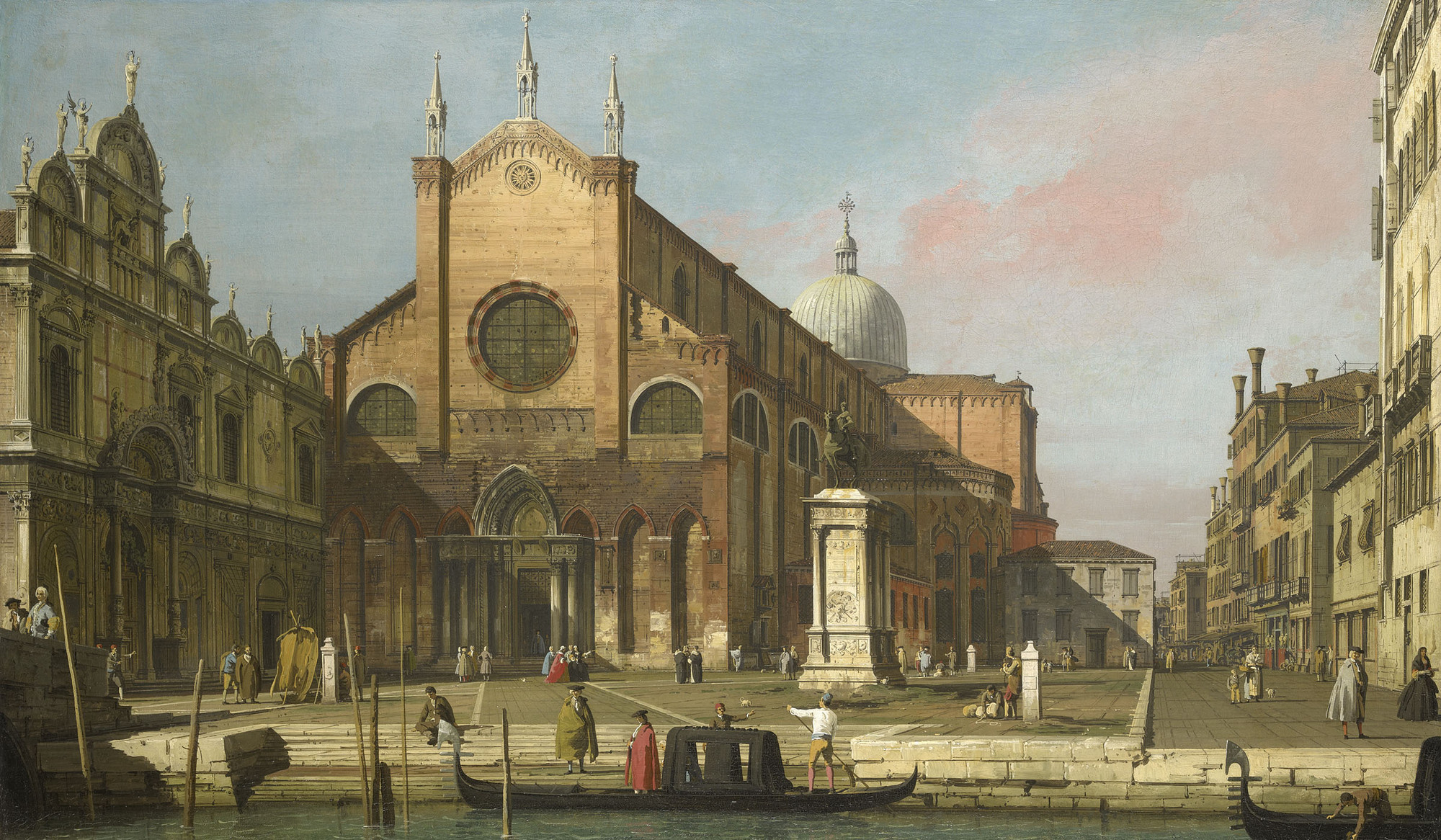
Campo san Zanipolo, Canaletto

 Sestiere di Dorsoduro 

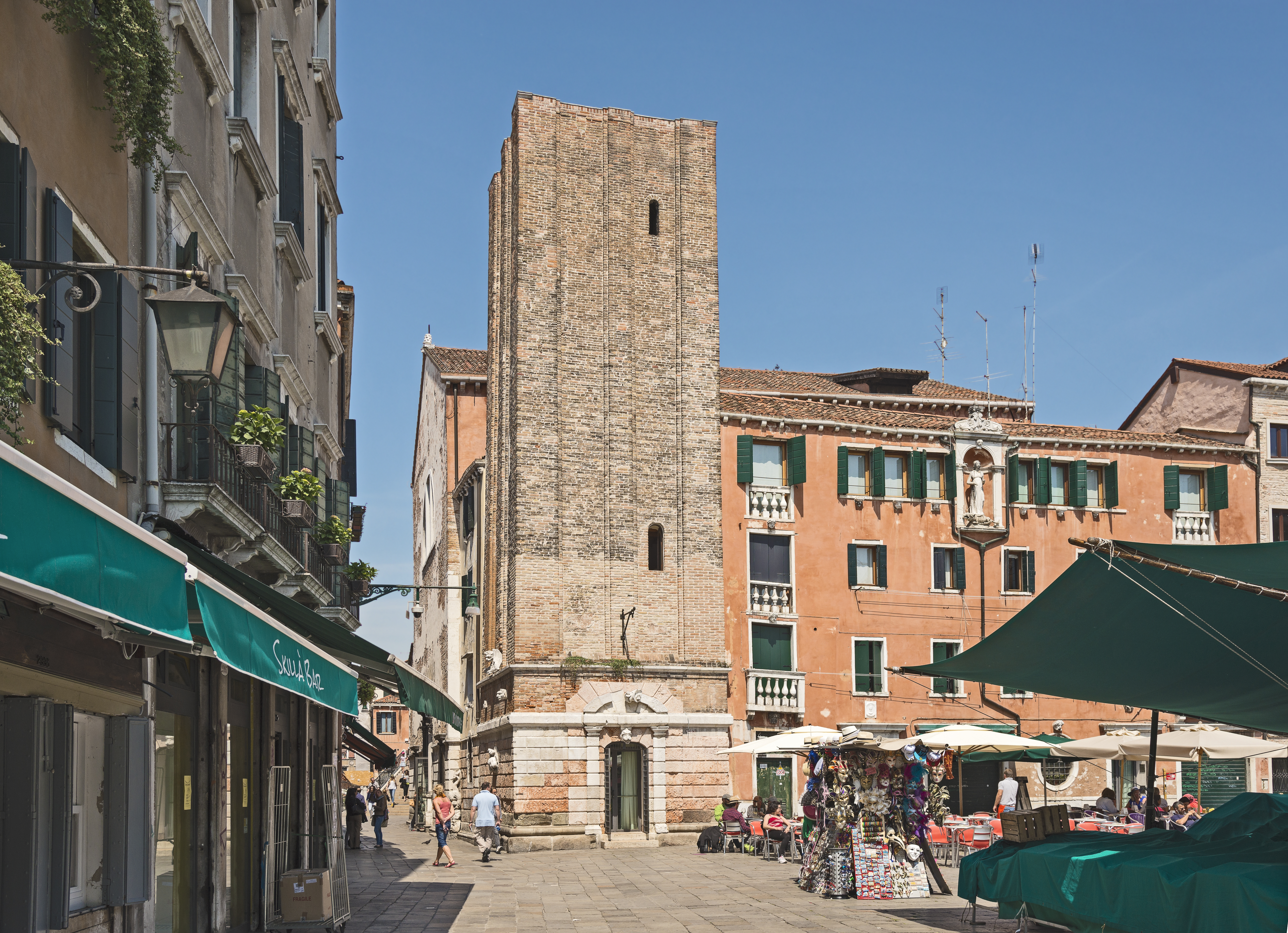
Campo Santa Margherita
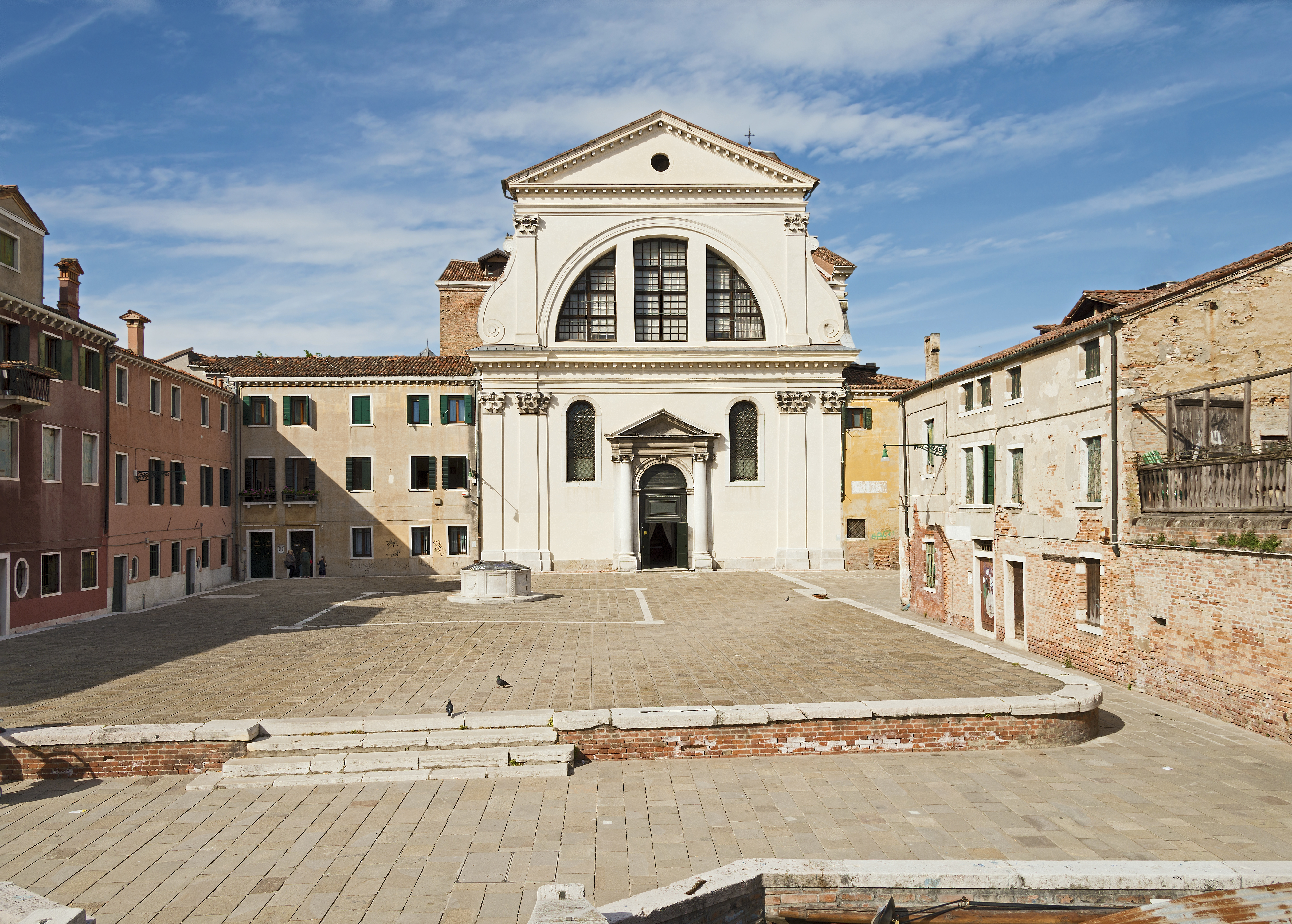
Campo San Trovaso
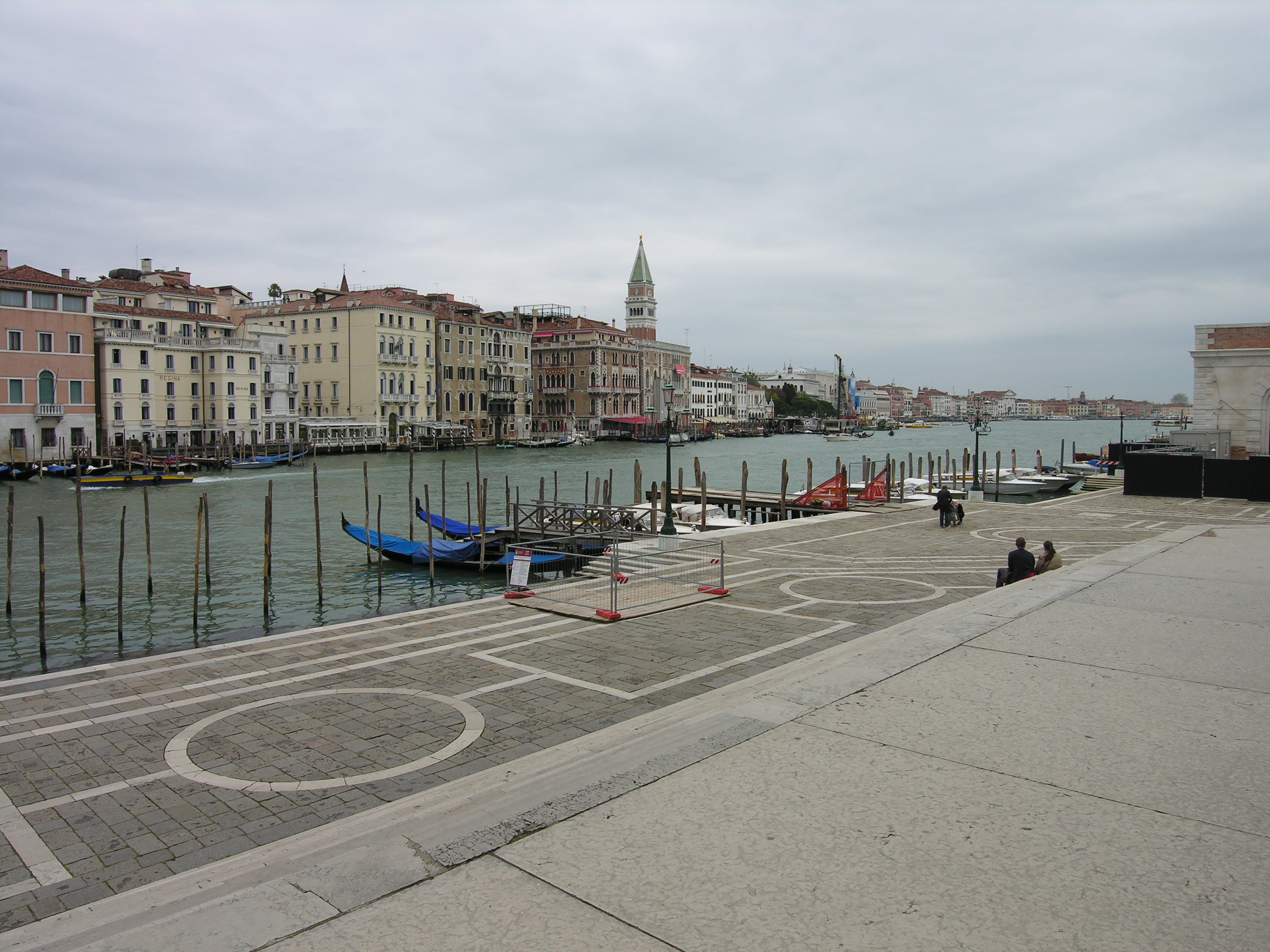
Campo della Salute

- Campo Santa Margherita
- Campo San Trovaso
- Campo della Salute

 Sestiere di Santa Croce 
- Campo dei Tolentini

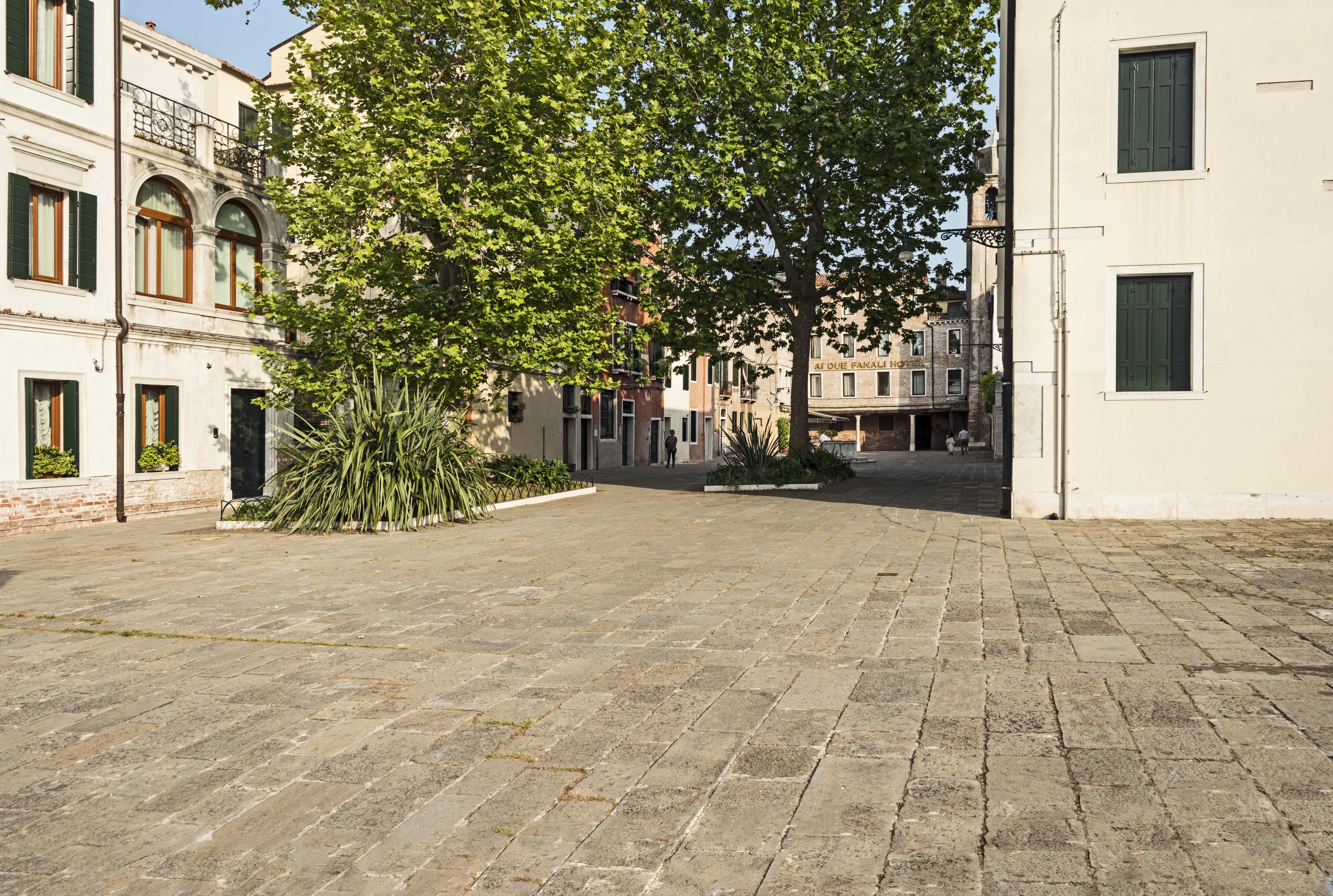
Campo San Simon Grando
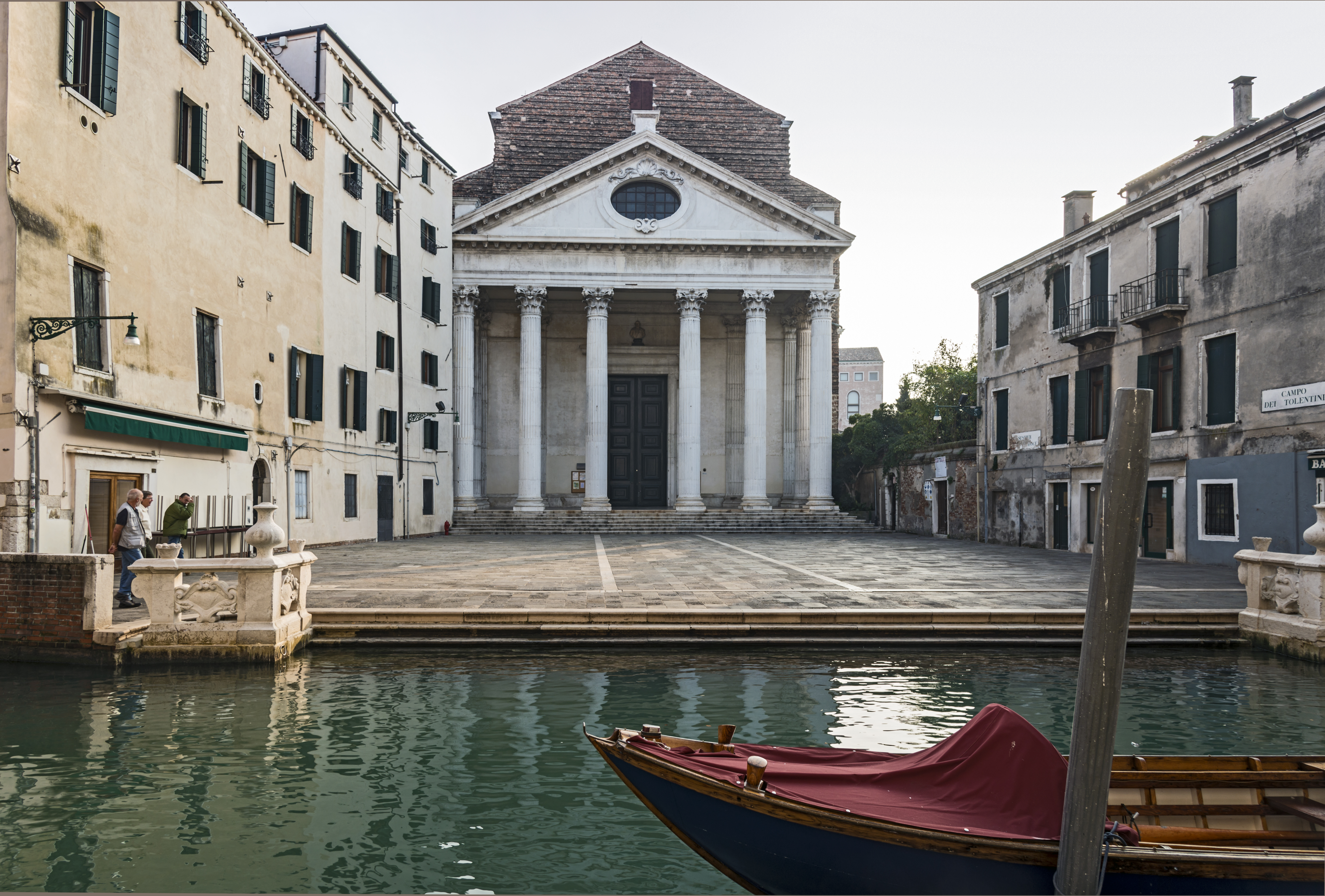
Campo dei Tolentini
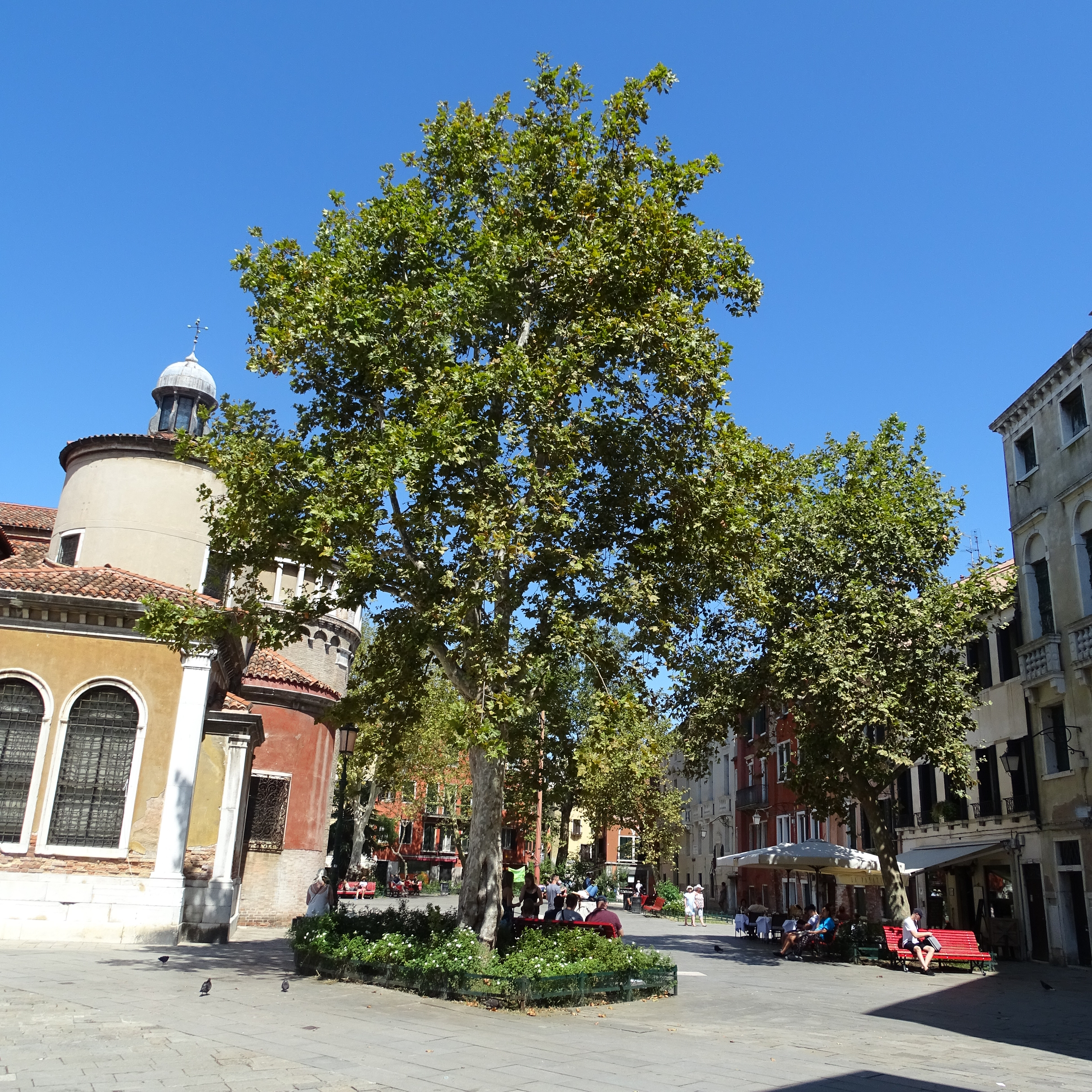
Campo San Giacomo da l'Orio

- Campo San Simon Grando
- Campo dei Tolentini
- Campo San Giacomo da l'Orio

 Sestiere San Marco 

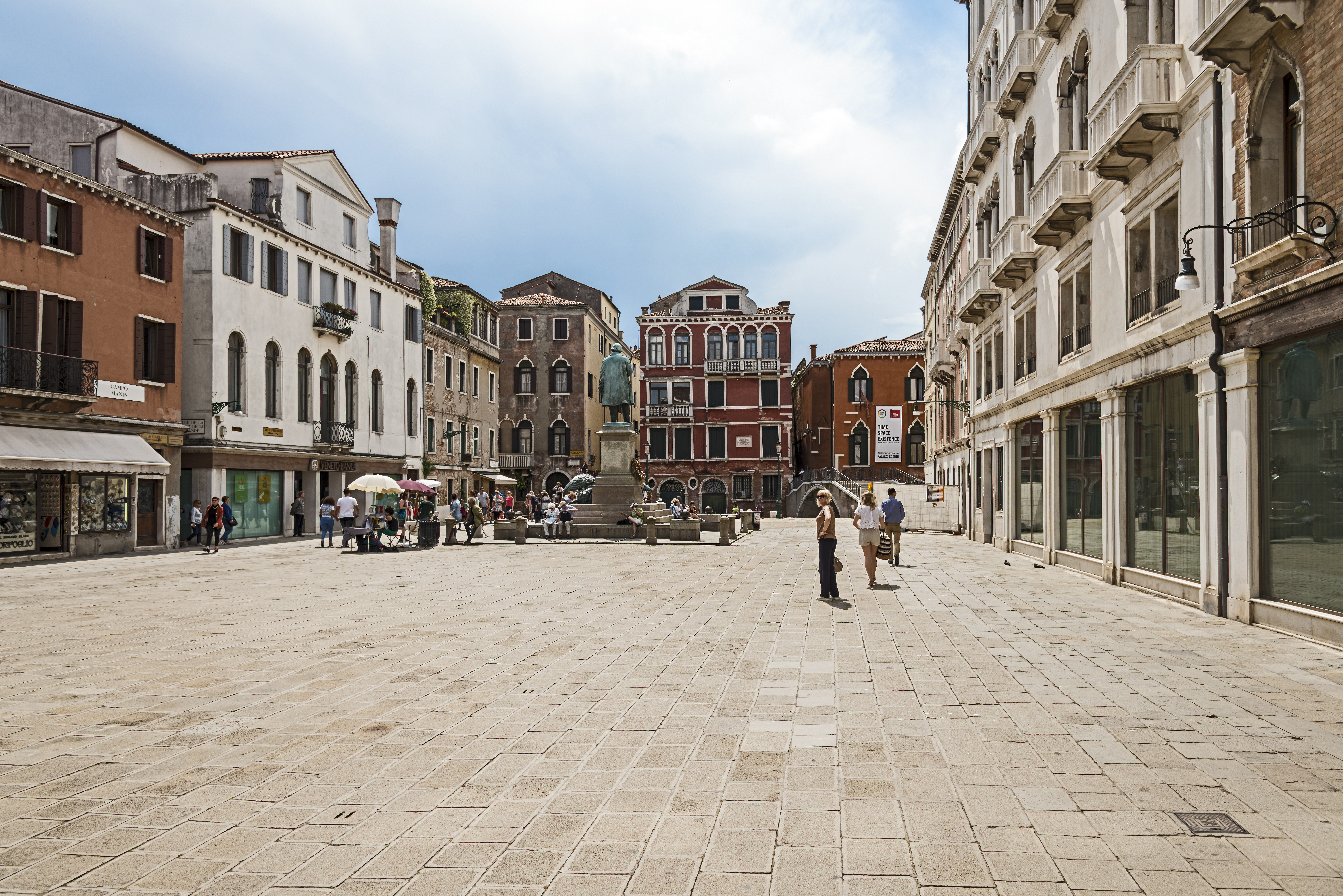
Campo Manin
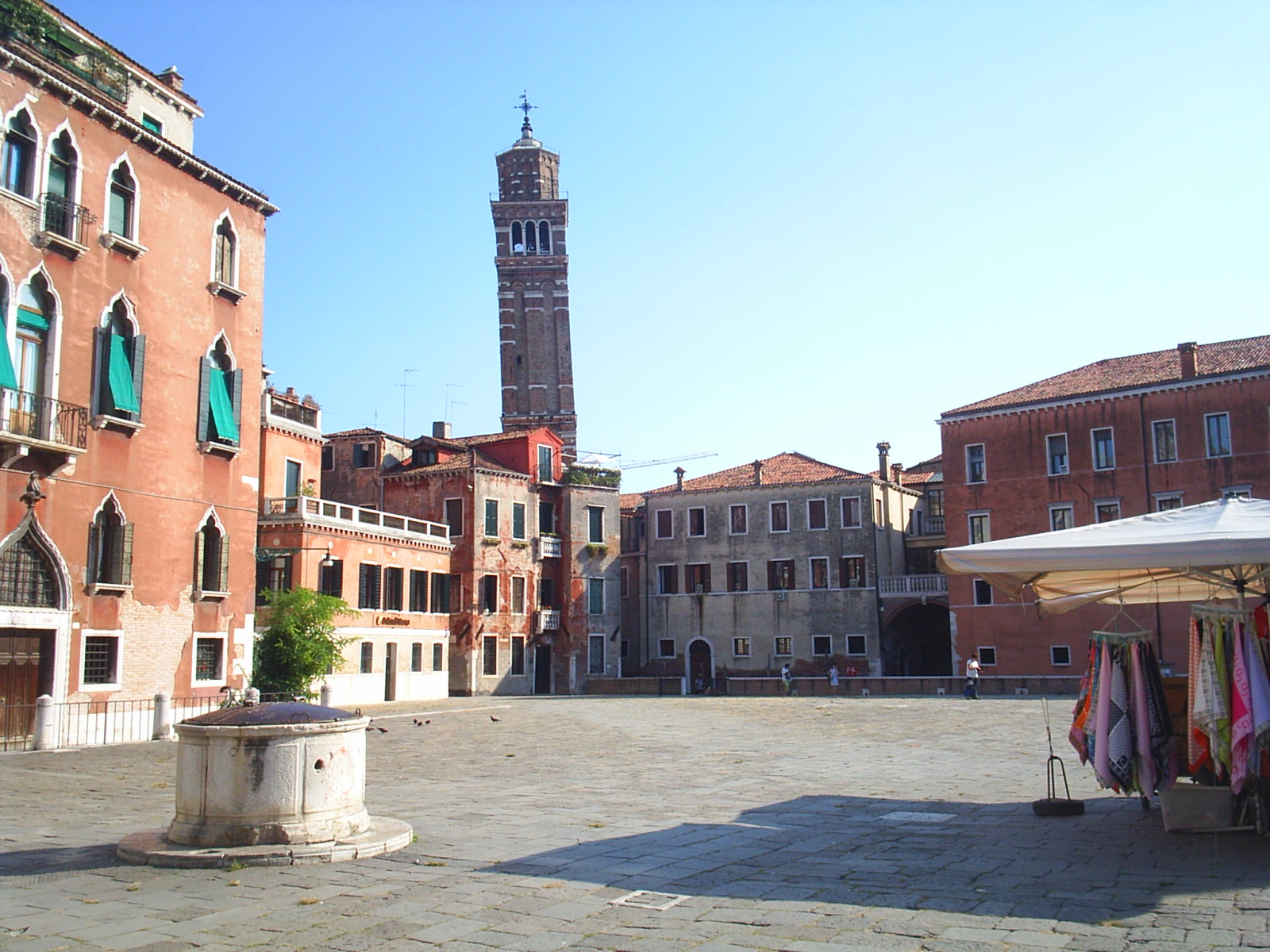
Campo Sant'Angelo
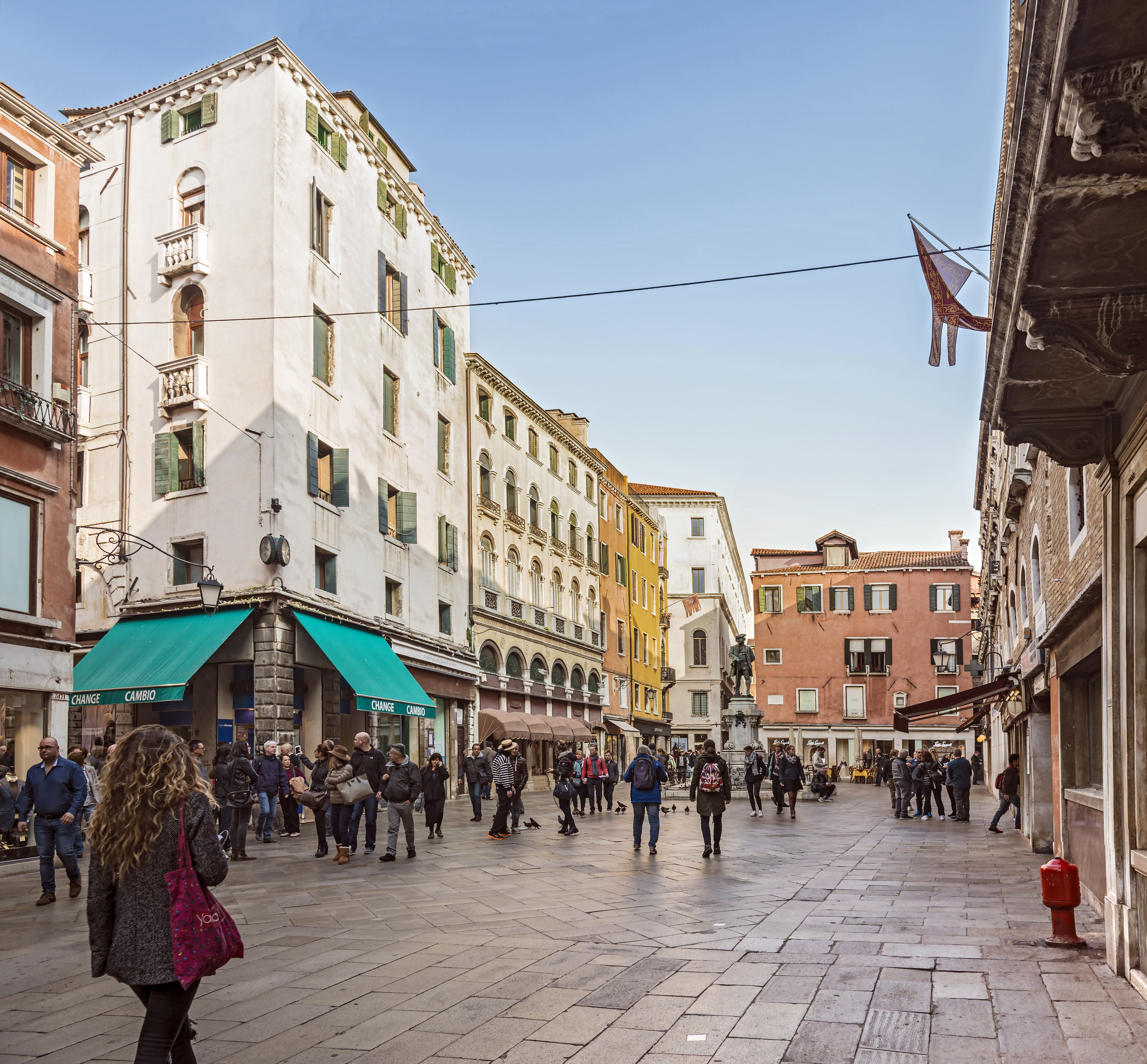
Campo San Luca
- Campo Santo Stefano
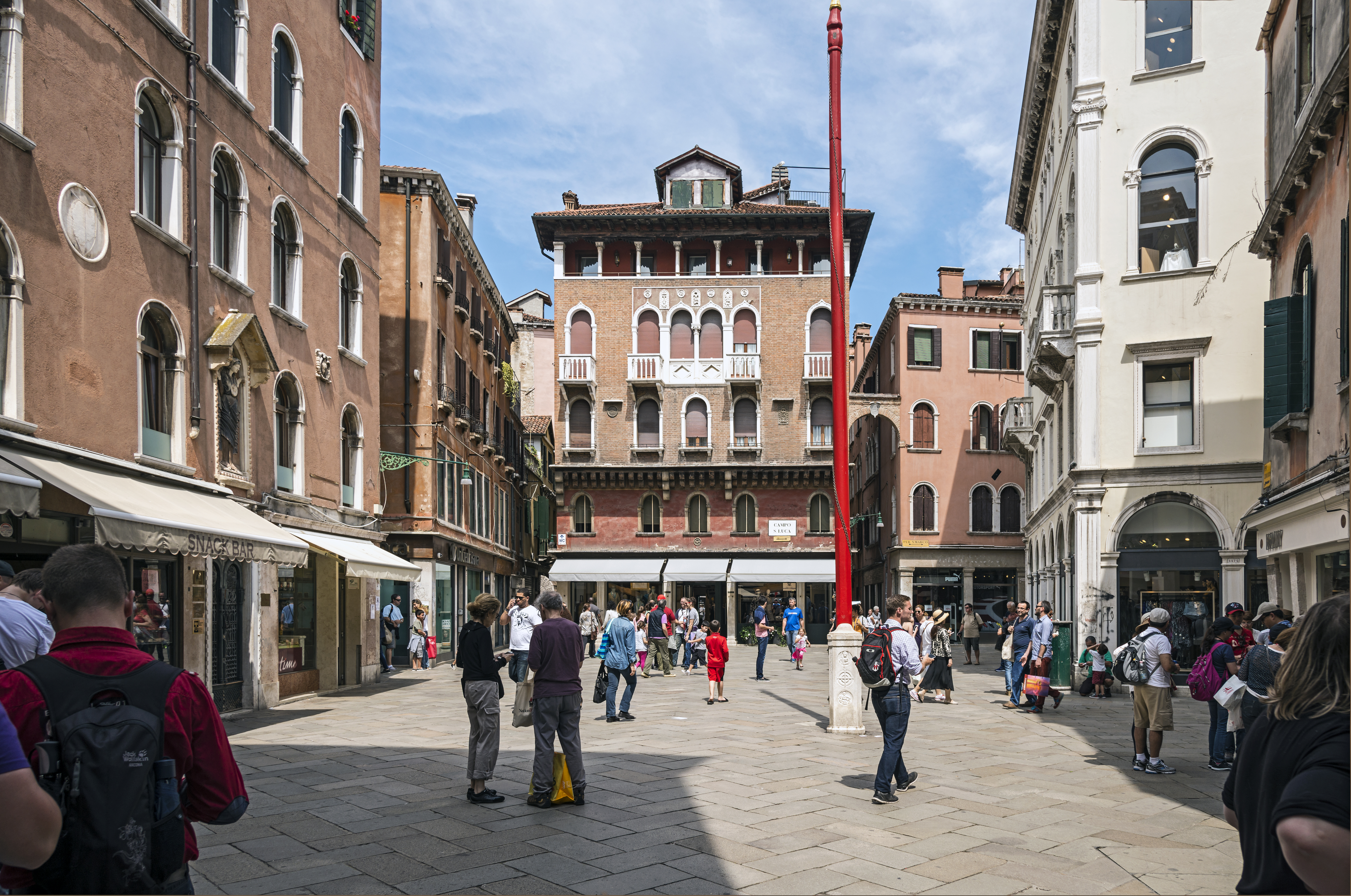
Campo San Bortolomio
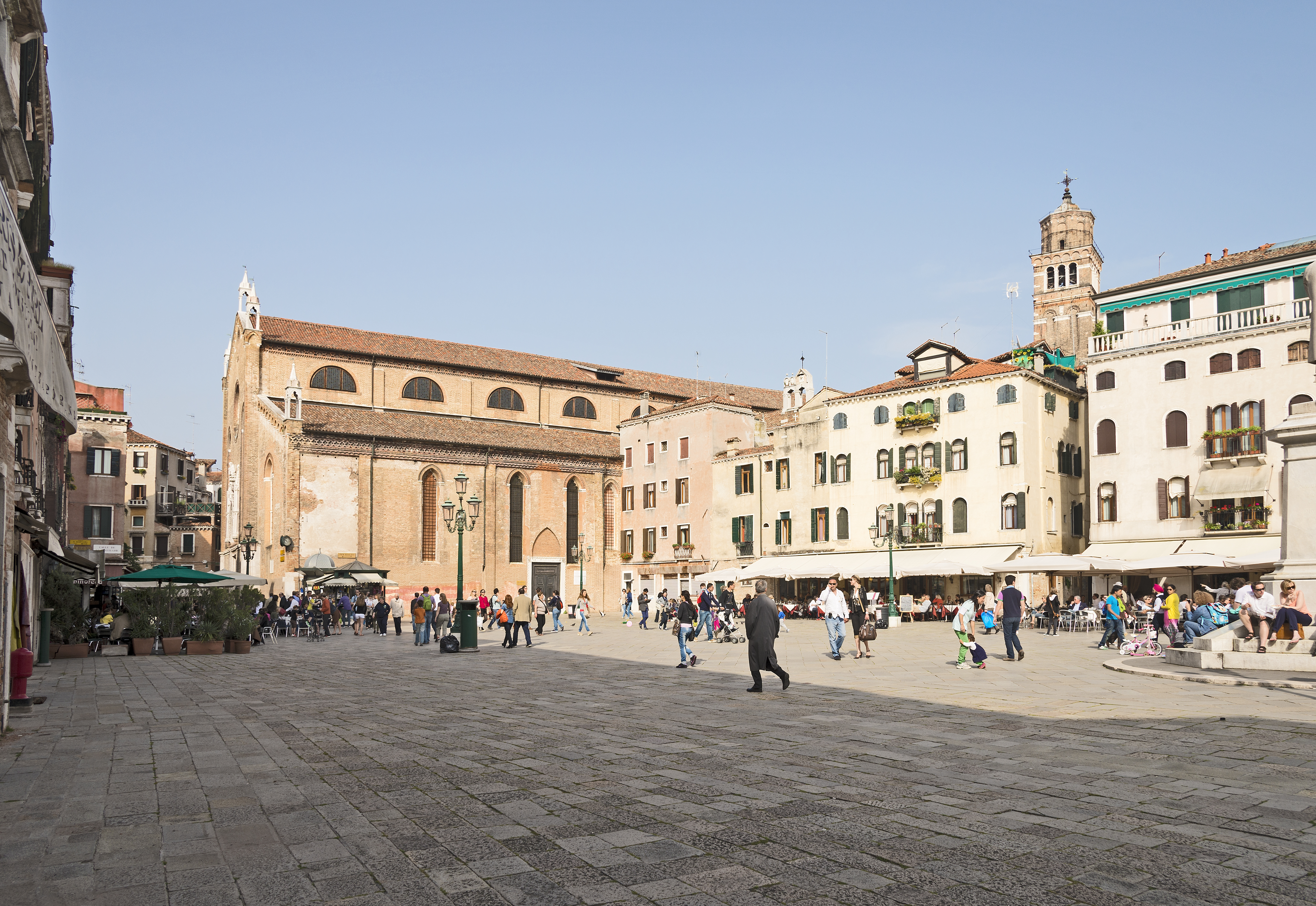
Campo Santo Stefano

- Campo San Salvador

- Campo Manin
- Campo Sant'Angelo
- Campo San Bortolomio
- Campo San Luca
- Campo Santo Stefano

 Sestiere di San Polo 

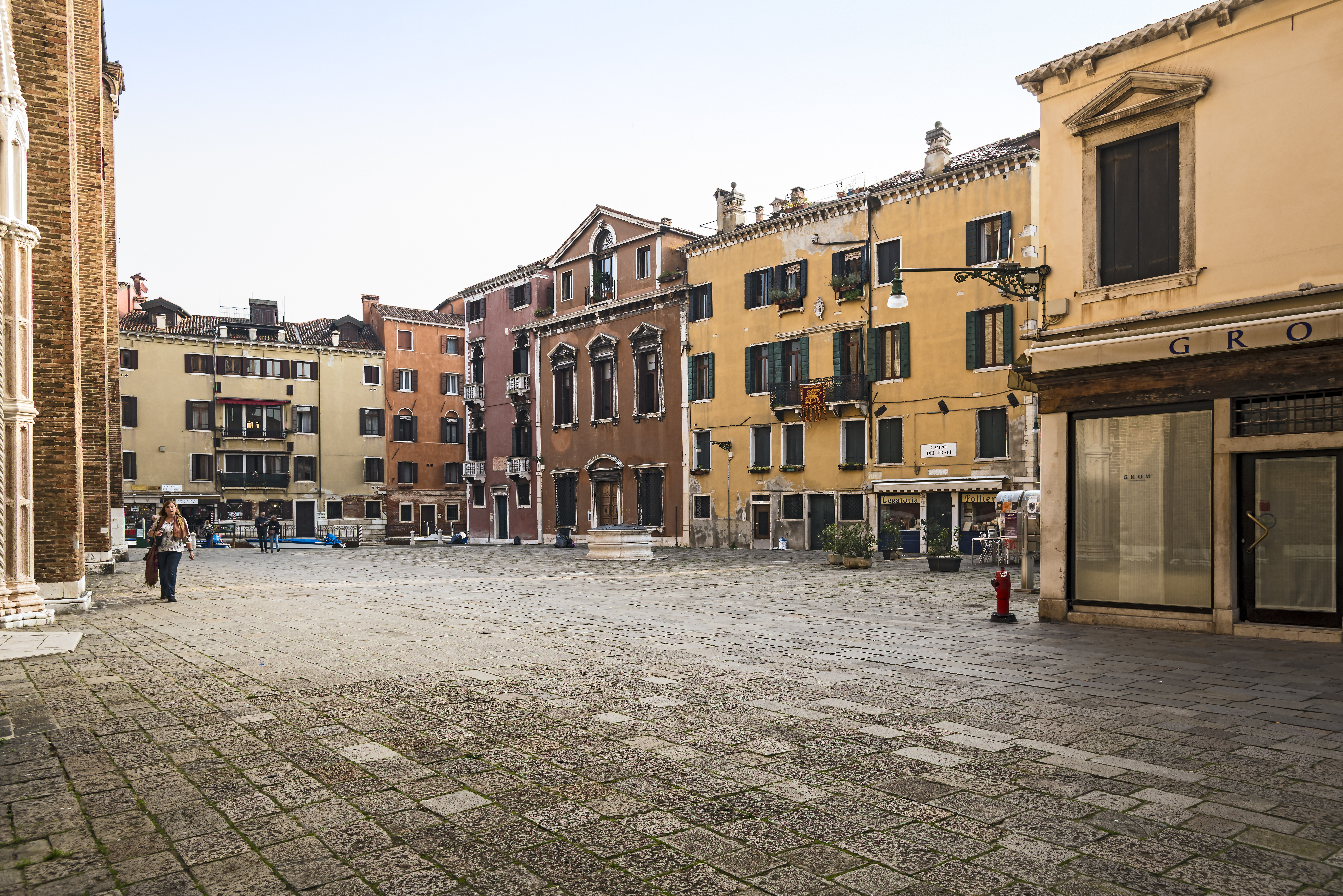
Campo dei Frari
Campo San Polo
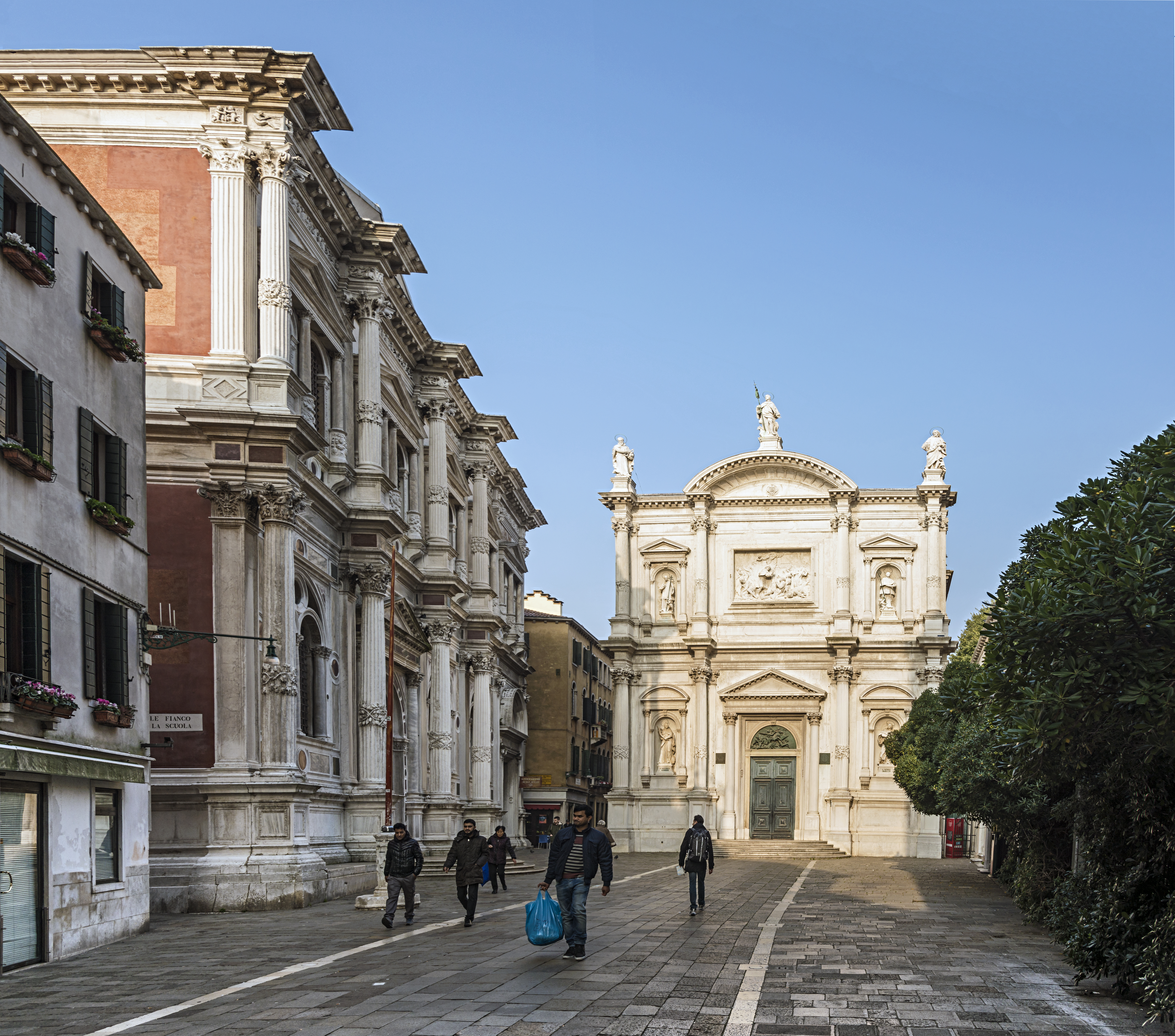
Campo San Rocco
Campo San Stin

- Campo dei Frari
- Campo San Polo
- Campo San Rocco
- Campo San Stin